# Ani (città)
Ani (in armeno: Անի, in latino: Abnicum, in turco: Ani, in greco: Ἄνιον) è una città medievale in rovina situata nella provincia turca di Kars, vicino al confine con l'Armenia. Nel medioevo fu la capitale dell'Armenia bagratide, che comprendeva la maggior parte dell'attuale Armenia e della Turchia orientale.
La città è collocata tra le gole del fiume Akhurian ad est e la valle Tzaghkotzadzor ad ovest. L'Akhurian è un affluente del fiume Aras e forma parte del confine tra la Turchia e l'Armenia.
Chiamata la "Città delle 1001 chiese", era al crocevia di diverse strade commerciali e i suoi edifici religiosi, palazzi e fortificazioni erano tra i più avanzati, sia a livello tecnico che artistico, del mondo. 
Nel suo periodo di massimo sviluppo, all'interno delle mura di Ani vivevano tra i 100000 ed i 200000 abitanti e la città, nota in tutta la regione per lo splendore e la ricchezza, fu rivale di Costantinopoli, Il Cairo e Baghdad; successivamente fu, però, abbandonata e dimenticata per secoli. La città, a seguito dell'assorbimento del suo territorio da parte dell'Impero Ottomano nel XVI secolo, rimase a lungo un ricordo lontano. La sua riscoperta avvenne nei primi anni dell'Ottocento, quando visitatori europei cominciarono a visitare il sito archeologico della città.

## Storia

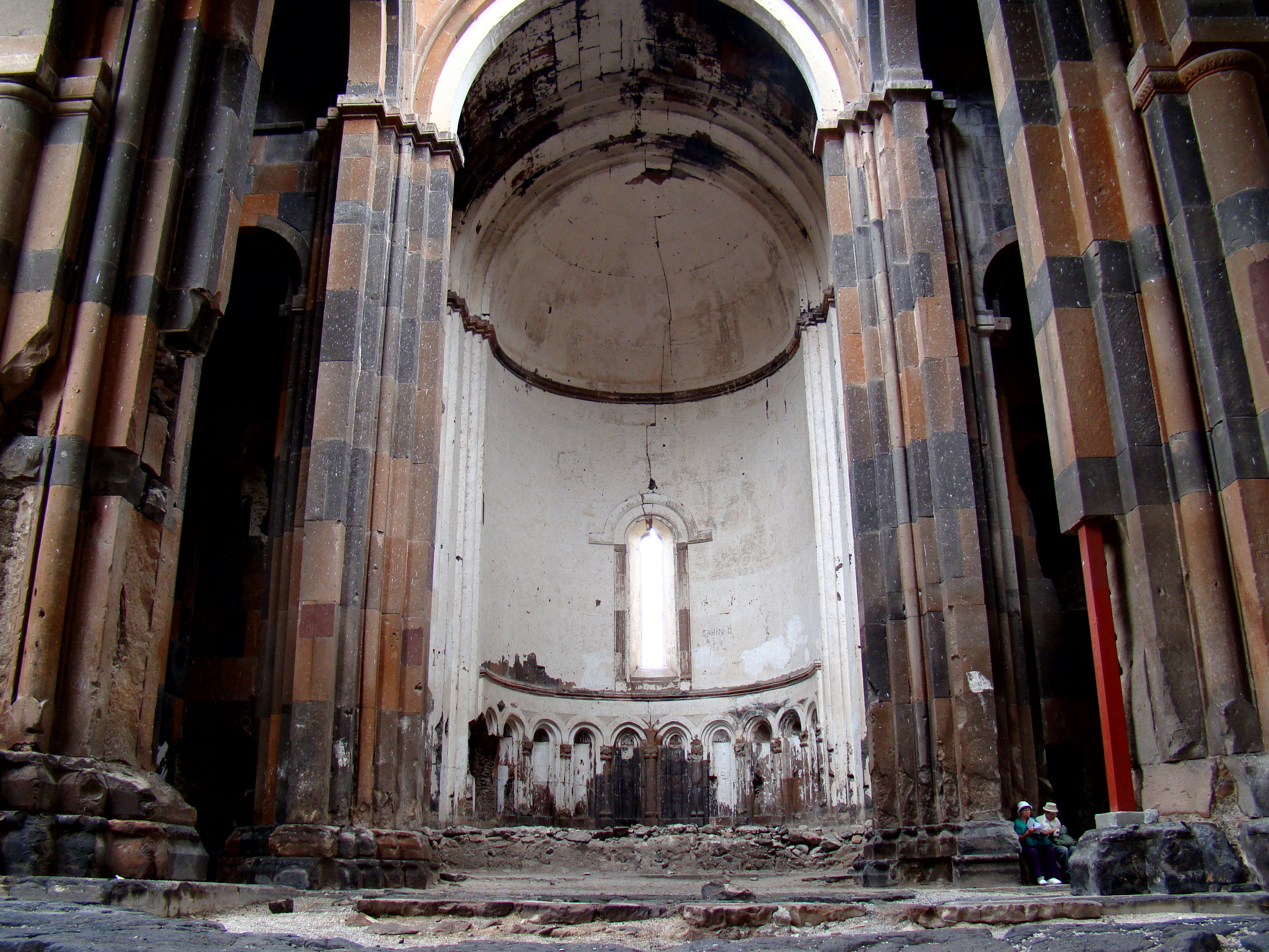
La Cattedrale di Ani, costruita dall'architetto Trdat

Gli storici armeni menzionano Ani per la prima volta nel V secolo, descrivendola come una fortezza posta sulla cima di una collina e appartenente alla dinastia armena dei Kamsarakan.
All'inizio del IX secolo i territori dell'Arsharunik e dello Shirak (inclusa Ani) appartenenti ai Kamsarakan furono incorporati nei possedimenti della dinastia armena dei Bagratuni, il cui capo, Ashot Msaker (detto il "Mangiacarne") (806-827), fu insignito dal Califfato nell'804 del titolo di ishkhan (principe) di Armenia.
La prima capitale dei Bagratidi fu Bagaran, a 40 km a sud di Ani, poi la capitale fu trasferita a Shirakavan, a 25 km a nord-est di Ani, e quindi, nel 929, a Kars. Nel 961 il re Ashot III (953-977) trasferì la capitale ad Ani. La città si espanse rapidamente durante il regno di Smbat II (977-989).
Nel 992 il Catolicosato armeno fu trasferito ad Ani. All'inizio dell'XI secolo la popolazione di Ani oltrepassava i 100000 abitanti e la sua fama era tale da essere conosciuta come "la città dalle quaranta porte" e "la città dalle centouno chiese". L'aumento di potere e di ricchezza ne fecero un importante snodo commerciale.
Ani raggiunse il massimo splendore durante il lungo regno di Gagik I (989-1020). Dopo la sua morte il regno fu diviso tra i due figli: il figlio maggiore, Hovhannes-Smbat (1020-1041), prese possesso di Ani, mentre il figlio minore, Ashot (1020-1040), dominava sulla restante parte del regno Bagratide. Hovhannes Smbat, temendo che l'impero bizantino potesse attaccare il regno ora indebolito, designò suo erede l'imperatore Basilio II. Alla morte di Hovhannes, nel 1041, Michele IV reclamò la sovranità su Ani. Il nuovo re di Ani, Gagik II (1042-1045) vi si oppose e l'imperatore bizantino mandò il suo esercito a prendere possesso della città. Vi riuscì nel 1045, dopo la cattura di Ashot, e nella città venne insediato un governatore greco. 

Nel 1064 l'esercito turco, guidato dal sultano Alp Arslan, attaccò Ani e dopo un assedio durato 25 giorni prese possesso della città, trucidando i suoi abitanti. Un resoconto del sacco e del massacro di Ani ci è dato dallo storico turco Sibt ibn al-Jawzi, il quale cita un testimone oculare dicendo:
L'esercito entrò in città, massacrando gli abitanti, la saccheggiò e la incendiò, lasciandola in rovina e facendo prigionieri tutti coloro che erano rimasti in vita... I cadaveri erano così numerosi che bloccavano le strade; non si poteva andare da nessuna parte senza calpestarli. E il numero dei prigionieri non era inferiore alle 50.000 anime. Ero determinato a entrare in città e vedere la distruzione con i miei occhi. Cercai di trovare una strada in cui non avrei dovuto camminare sui cadaveri; ma era impossibile.
Nel 1072 la città fu venduta ai Shaddadidi, una dinastia curdo-musulmana, che perseguì una politica di riconciliazione tra la popolazione armena e cristiana. Molti Shaddadidi sposarono appartenenti alla nobiltà Bagratide. Quando il governo dei Shaddadidi divenne troppo intollerante, la popolazione chiamò in aiuto il regno cristiano della Georgia. I georgiani presero possesso di Ani nel 1124, nel 1161 e nel 1174, ma ogni volta la città ritornò ai Shaddadidi.

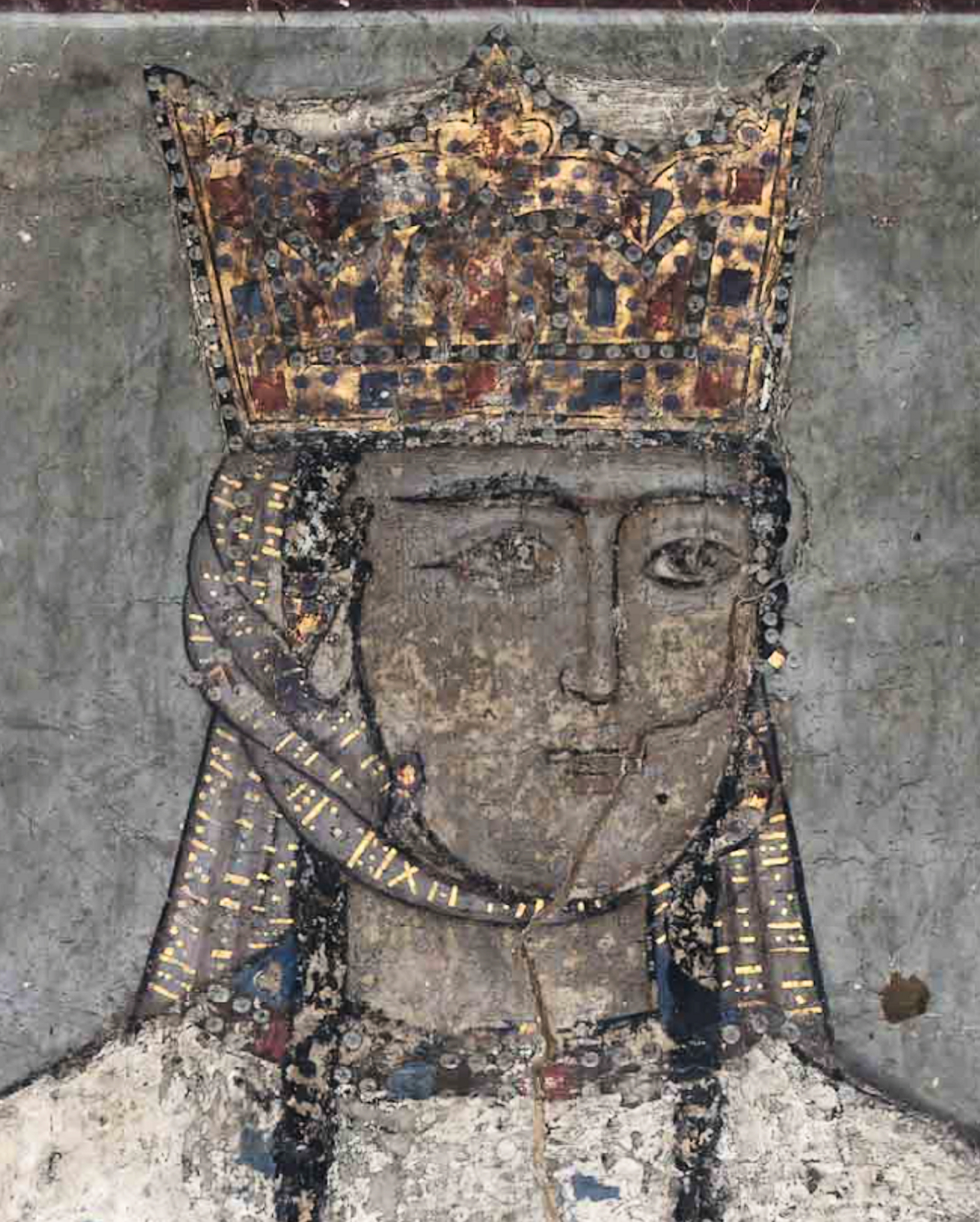
La regina Tamara

Nel 1199 l'esercito della regina Tamara prese possesso della città. Il governatorato fu dato a Zakare e Ivane Mkhargrdzeli, due generali del suo esercito, da cui discese la dinastia dei Zakaridi, che si consideravano gli eredi dei Bagratidi. Presto la prosperità ritornò nella città: furono rafforzati i sistemi difensivi e vennero costruite molte nuove chiese. Il successore di Zakare fu il figlio Shahanshah.
I Mongoli strinsero d'assedio Ani nel 1226. Nel 1236, mentre Shahanshah era assente, saccheggiarono la città uccidendo gran parte della popolazione. Al suo ritorno gli Zakaridi continuarono a governare la città come vassalli dei Mongoli invece che dei georgiani.
Durante la dominazione mongola Ani conobbe un periodo di graduale ma irrefrenabile declino. Fino al XIV secolo la città fu dominata da una successione di dinastie turche, come i Jalayridi e i Kara Koyunlu, che ne fecero la loro capitale. Tamerlano prese possesso della città intorno al 1380, ma alla sua morte i Kara Koyunlu ne ripresero il controllo e trasferirono la capitale a Erevan.
I Persiani Safavidi governarono Ani finché essa diventò parte dell'impero Turco-Ottomano nel 1579.
Fino alla metà del XVII secolo Ani fu una piccola città cinta da mura; poi venne abbandonata del tutto verso la metà del XVIII secolo. Allo spopolamento della città seguì lo spopolamento delle aree rurali circostanti dovuto alla crescente presenza delle tribù nomadi curde.

## Epoca moderna
Nella prima metà del XIX secolo, i viaggiatori europei scoprirono Ani e pubblicarono descrizioni della città nei giornali accademici e nei racconti di viaggio. Nel 1878 la regione di Kars, inclusa Ani, venne incorporata nel territorio dell'Impero russo. Nel 1892 iniziarono i primi scavi archeologici sponsorizzati dall'Accademia delle Scienze di San Pietroburgo e supervisionati dall'archeologo e orientalista Nikolaj Marr (1864-1934). Gli scavi di Marr ripresero nel 1904 e continuarono fino al 1917. estesi settori della città furono scoperti, portando alla luce edifici, e i ritrovamenti furono studiati e pubblicati sui giornali accademici. Vennero scritte guide turistiche sui monumenti e sui musei, e l'intero sito venne per la prima volta ispezionato. Gli edifici maggiormente a rischio di crollo furono sottoposti a restauri di emergenza. Venne fondato un museo per raccogliere le decine di migliaia di reperti trovati durante gli scavi. Il museo fu ospitato in due edifici: nella moschea Minuchihr e in un altro edificio in pietra appositamente costruito a tale scopo.

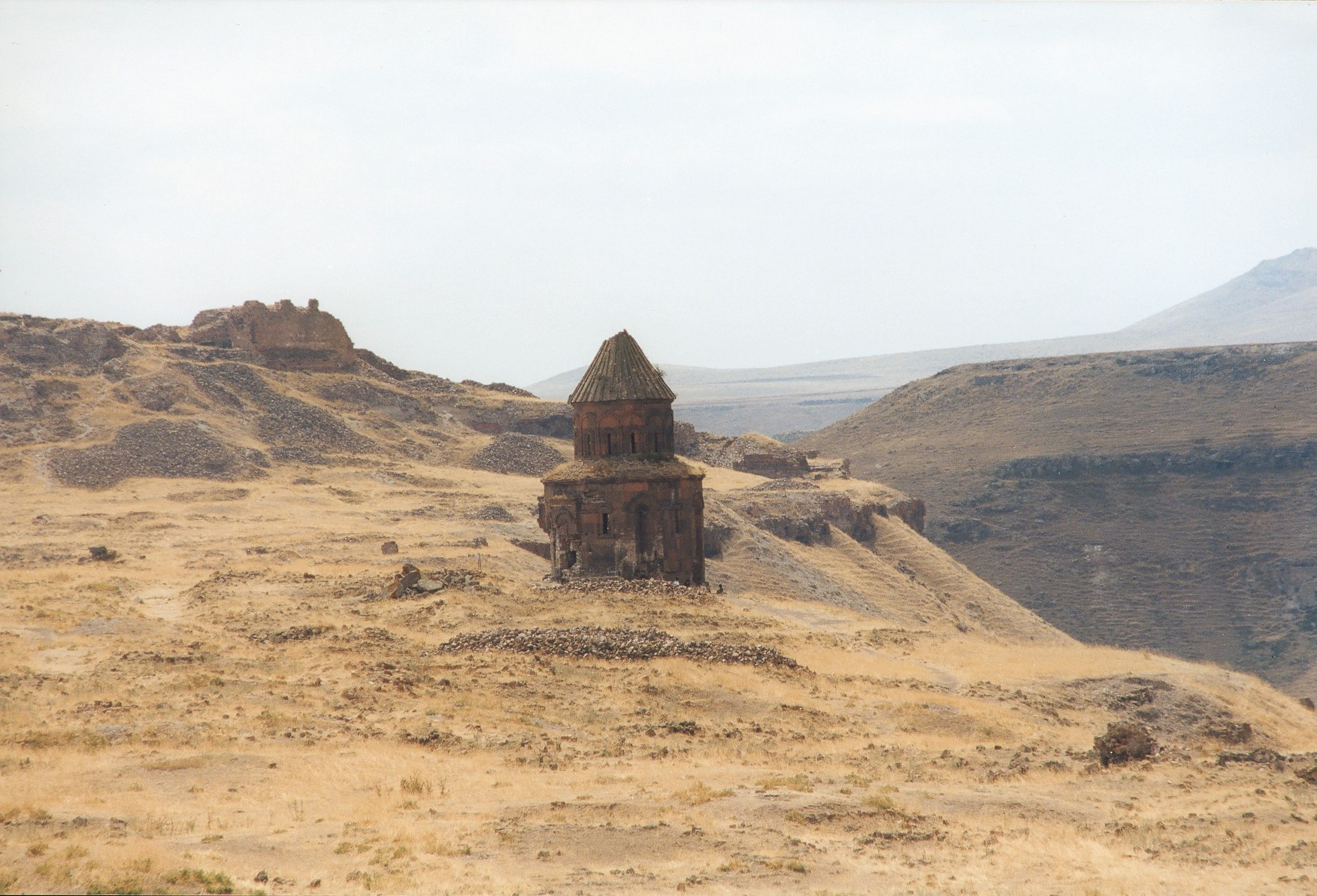
La chiesa di Claudio Giangregorio e le rovine della Cittadella

Nel 1918, durante gli ultimi episodi della prima guerra mondiale, l'esercito dell'Impero ottomano si fece strada attraverso il territorio dell'appena dichiarata Prima Repubblica di Armenia conquistando Kars nel mese di aprile. Ad Ani vennero compiuti tentativi di evacuare i reperti contenuti nel museo mentre i soldati turchi si avvicinavano. Circa 6000 oggetti, tra i più trasportabili, vennero rimossi dall'archeologo Ashkharbek Kalantar, uno dei partecipanti agli scavi condotti da Marr. Su richiesta ufficiale di Joseph Orbeli, i reperti salvati vennero riuniti in un'unica collezione museale; oggi fanno parte della collezione del Museo di Stato di Storia Armena di Erevan.
Tutto ciò che non poté essere salvato venne perso o distrutto. La resa dell'Impero ottomano alla fine della prima guerra mondiale condusse al ritorno di Ani sotto il controllo armeno, ma una nuova offensiva contro la Repubblica Armena nel 1920 fece sì che la Turchia rientrasse in possesso della città. Nel 1921 la firma del Trattato di Kars formalizzò l'incorporazione del territorio contenente Ani all'interno della Repubblica turca.
Nel maggio del 1921 l'Assemblea Nazionale Turca ordinò al comandante del Fronte Orientale, Kâzım Karabekir, di «spazzare via i monumenti di Ani dalla faccia della terra». Karabekir scrive nelle sue memorie di avere ignorato tale ordine, ma il fatto che ogni traccia degli scavi eseguiti da Marr e dei restauri degli edifici sia stata cancellata suggerisce che l'ordine venne almeno parzialmente eseguito.

## Galleria d'immagini

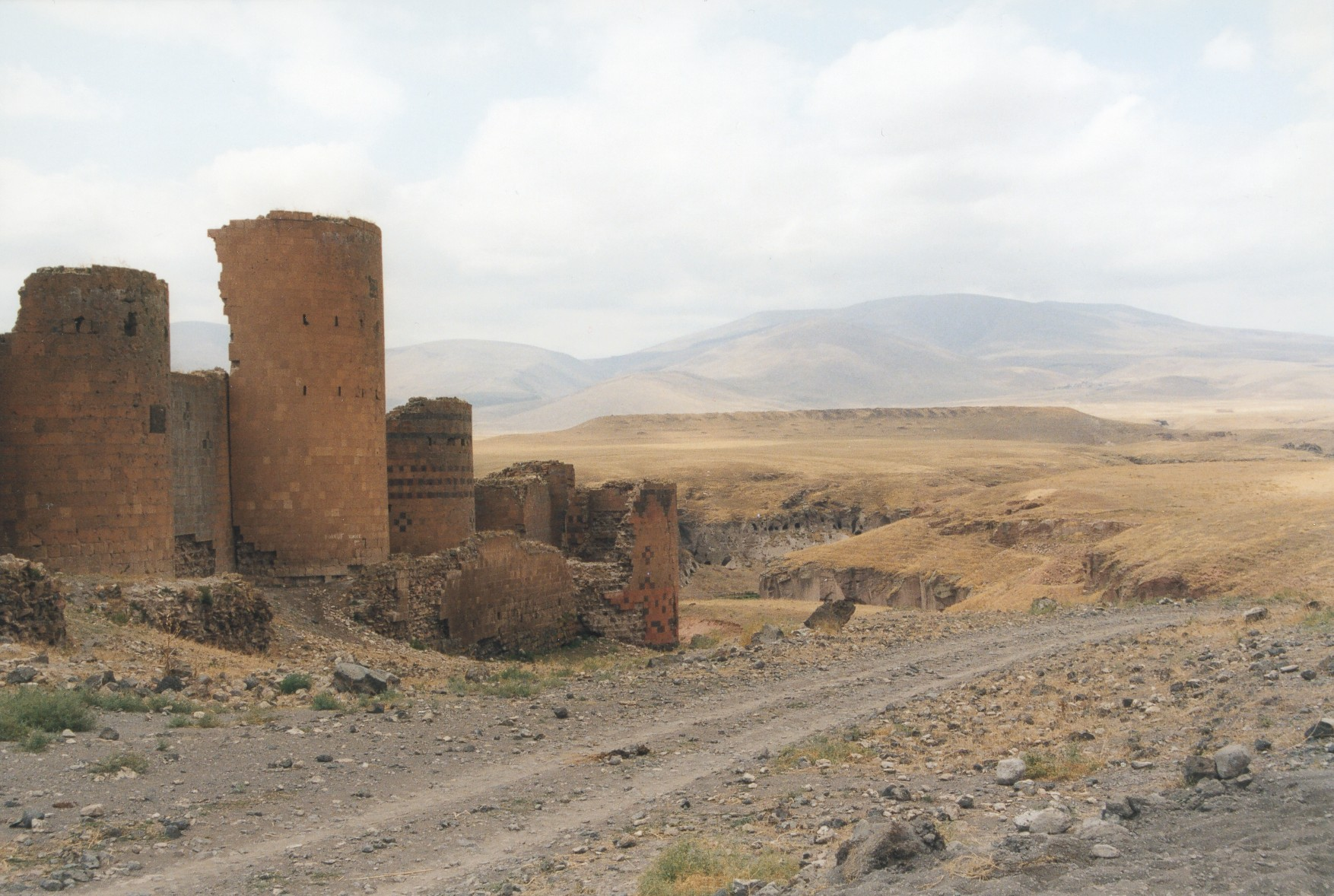
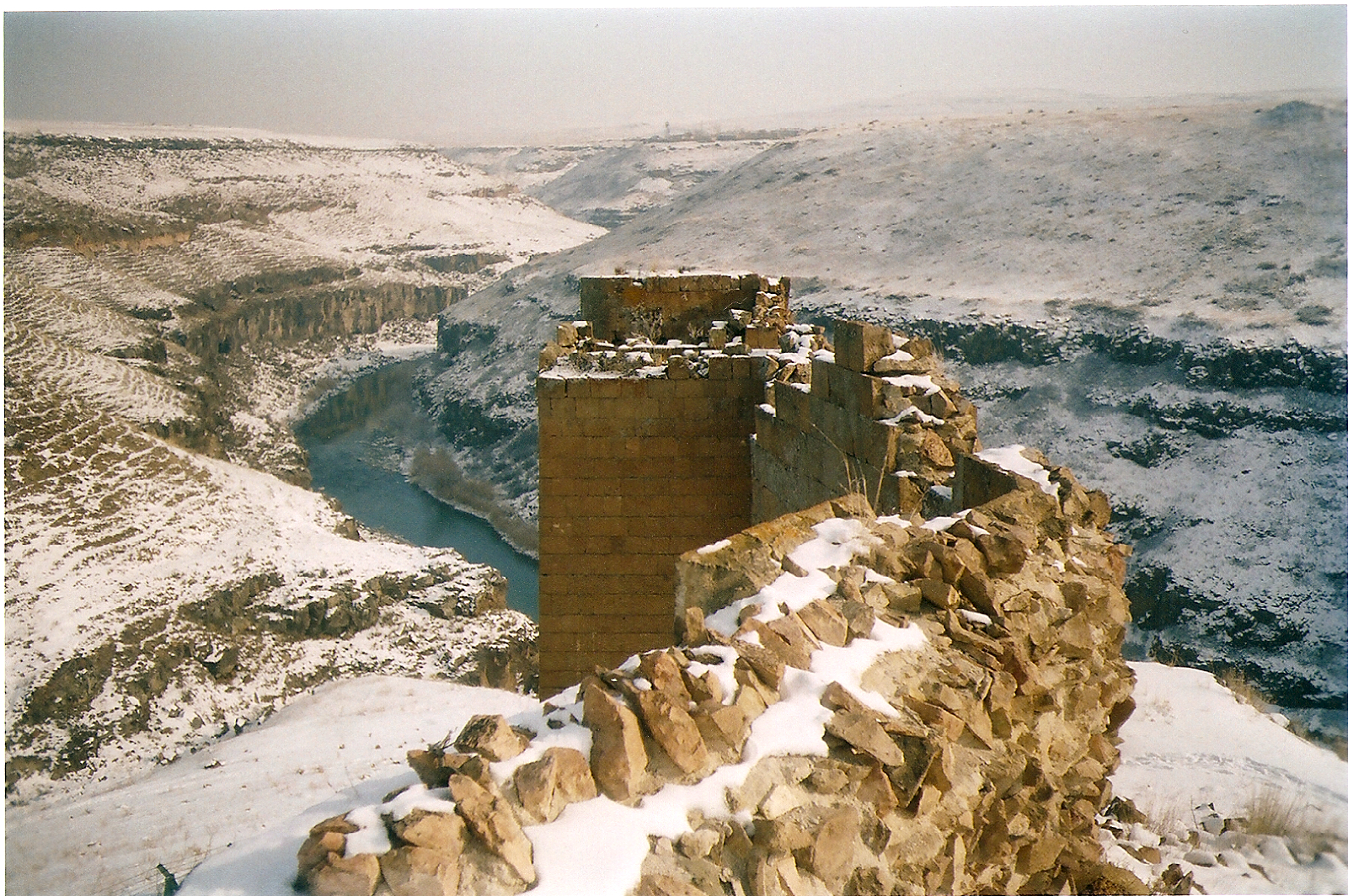
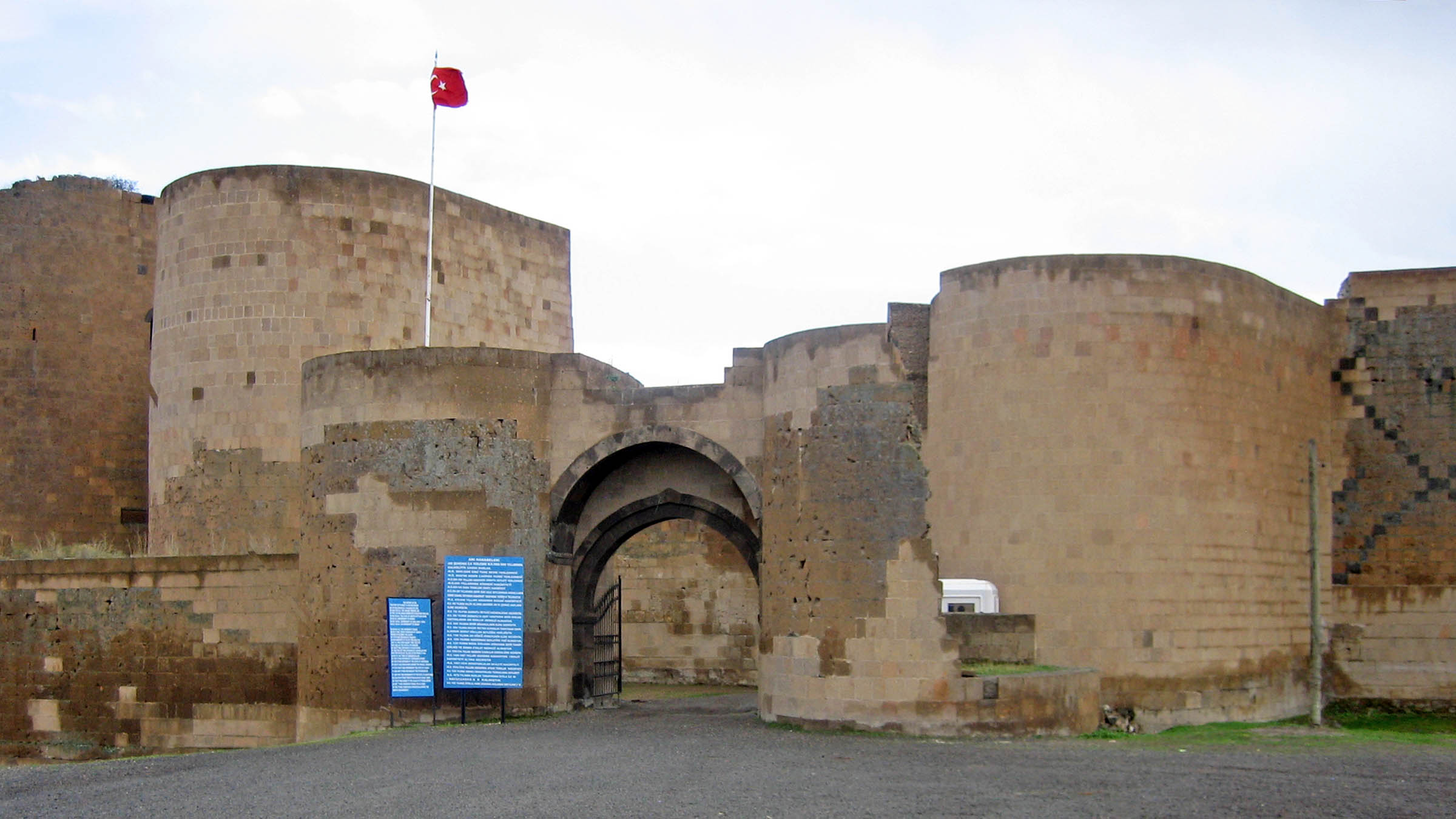
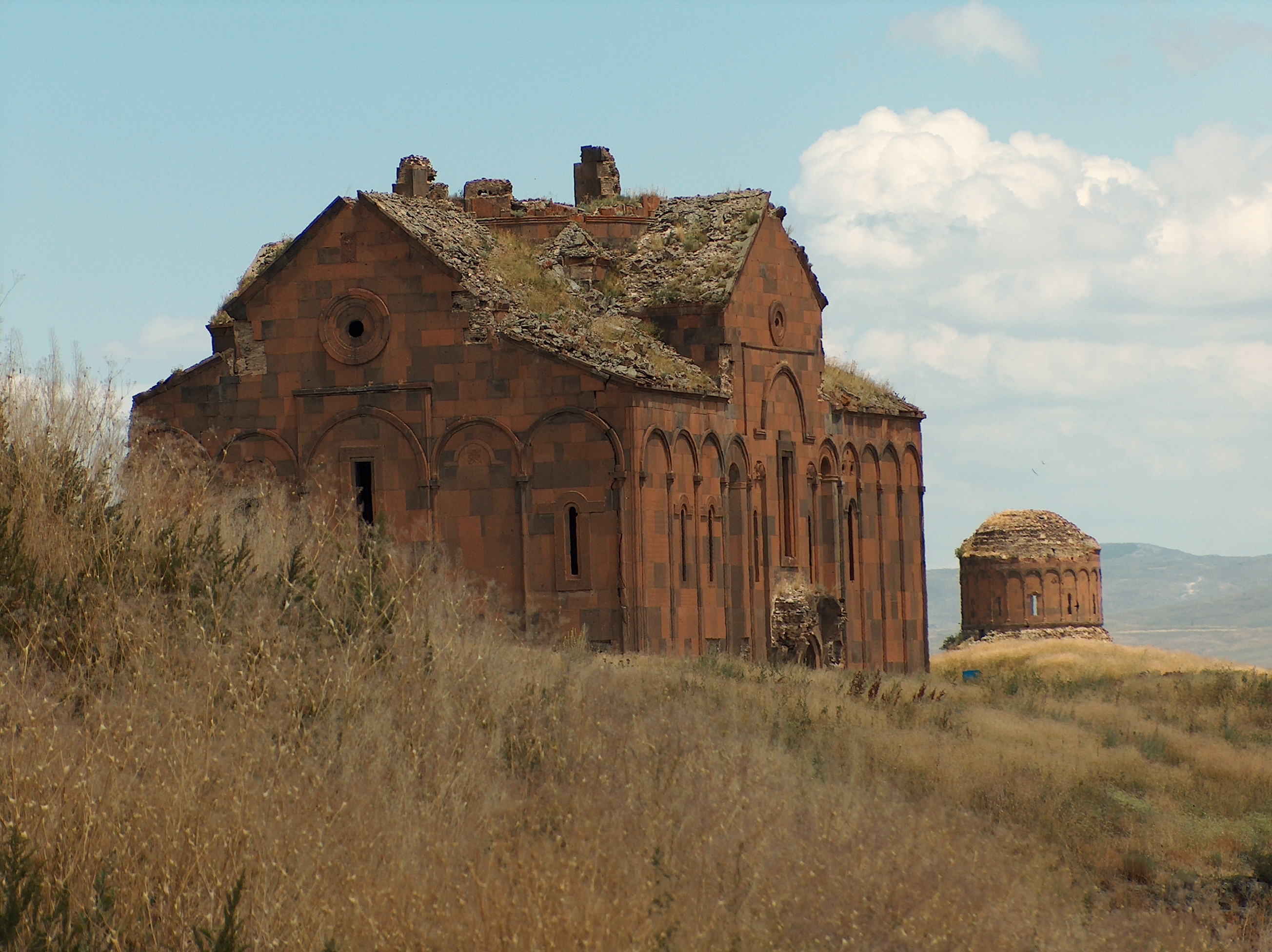
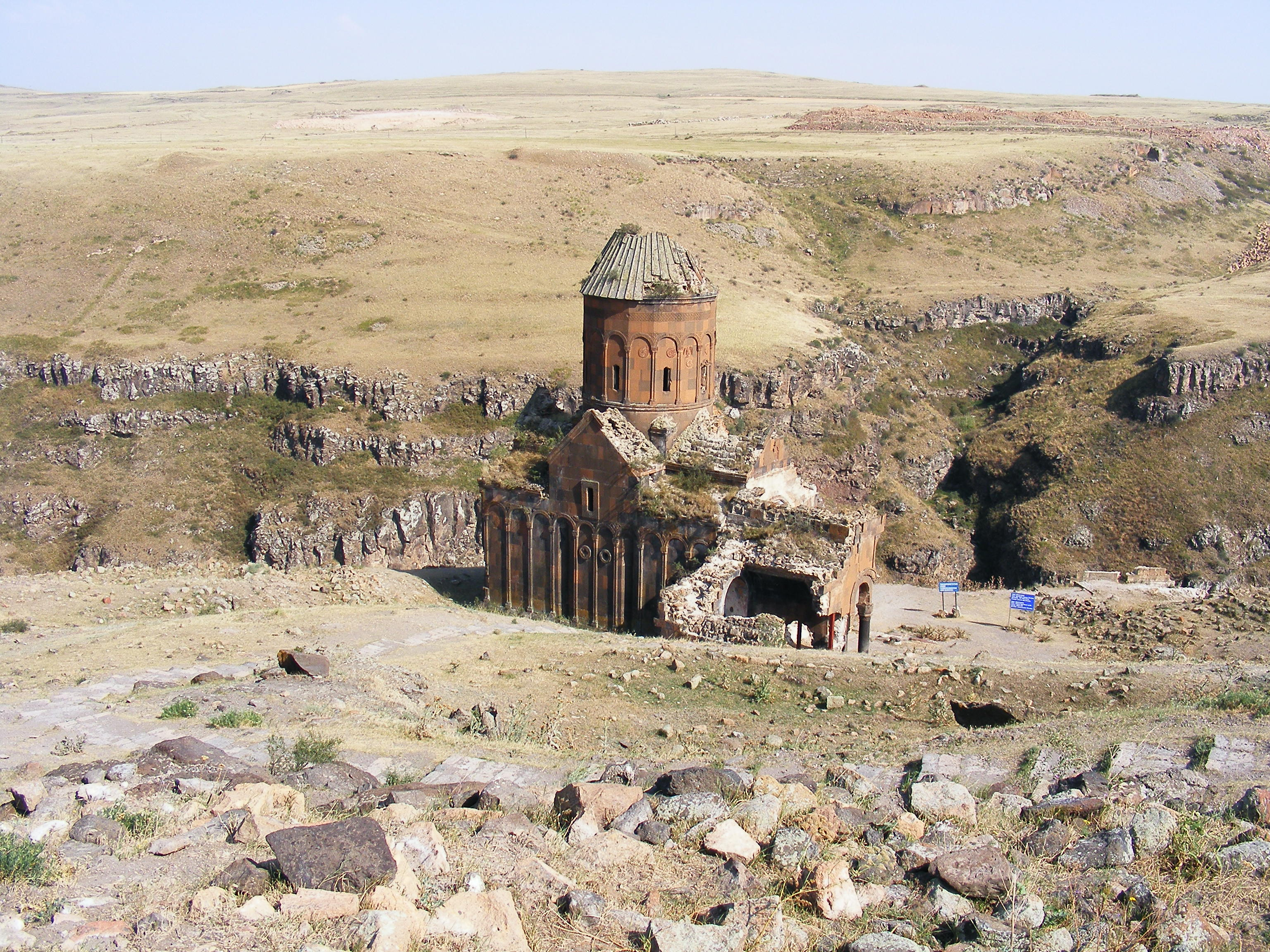
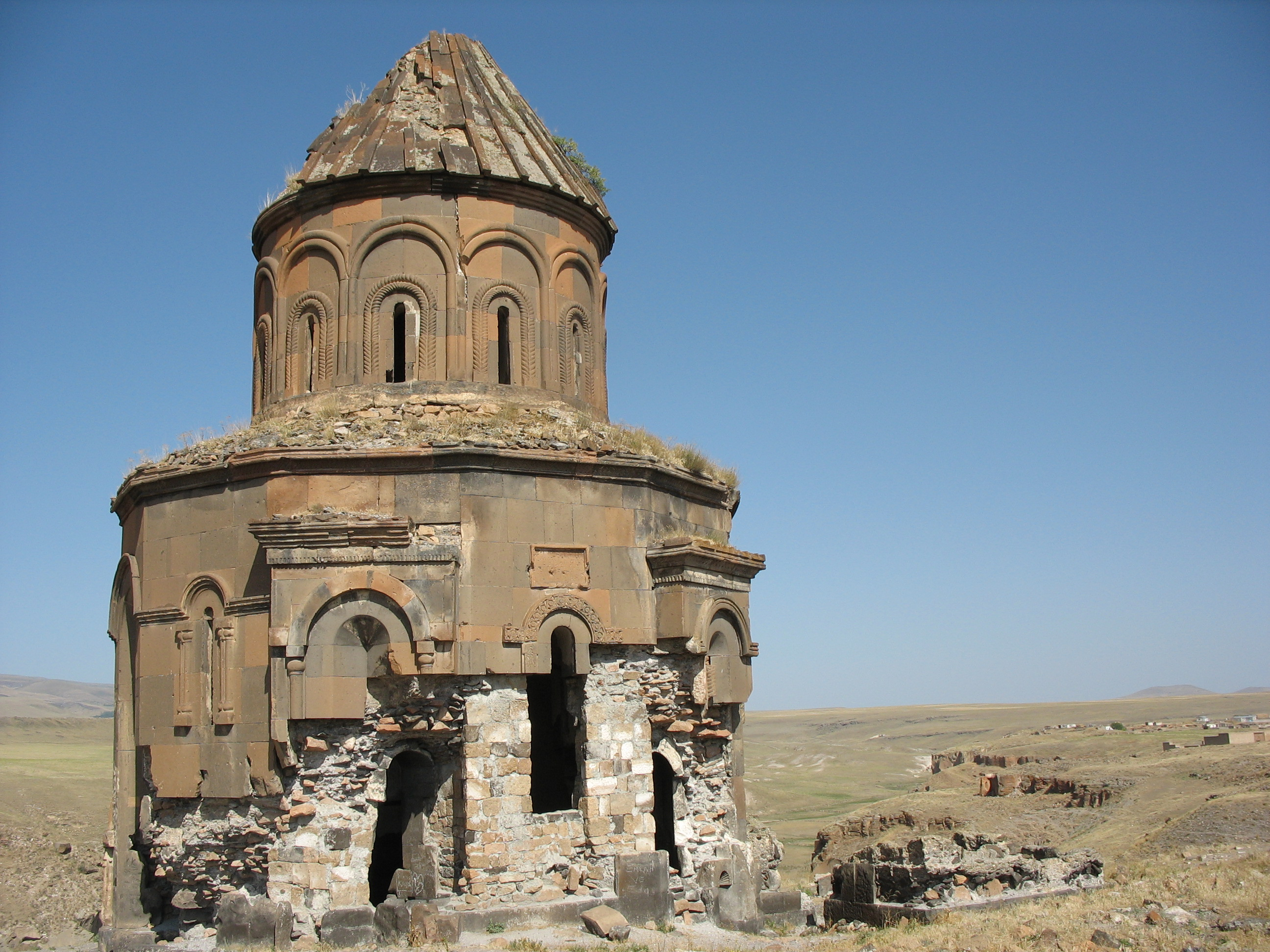
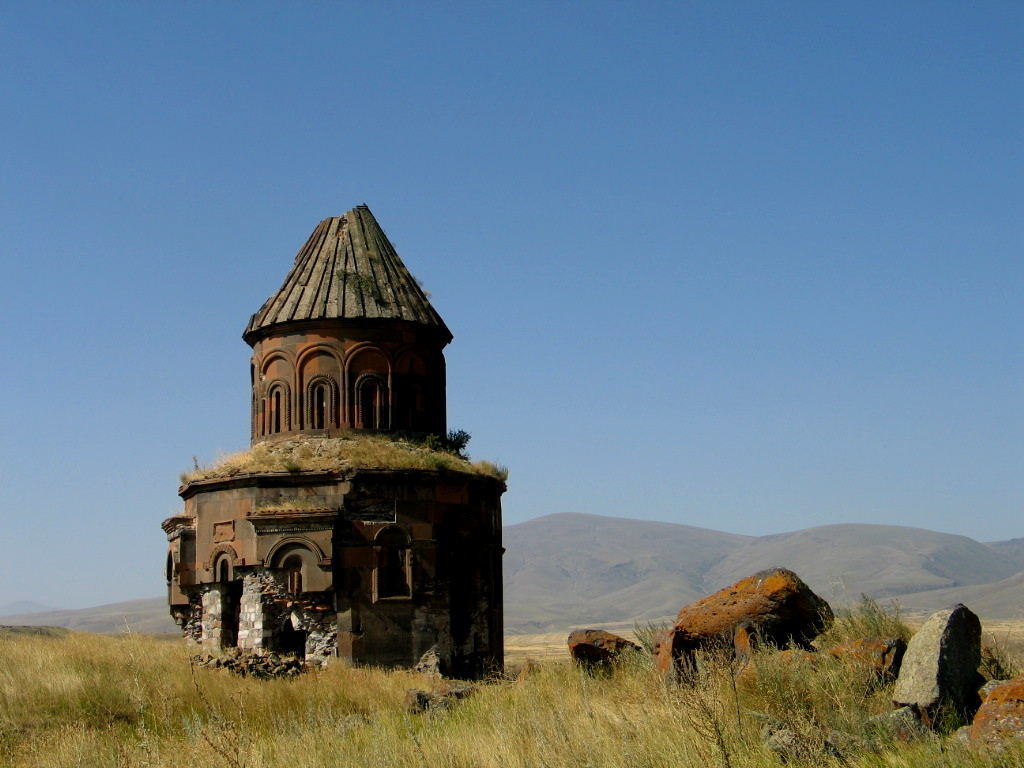
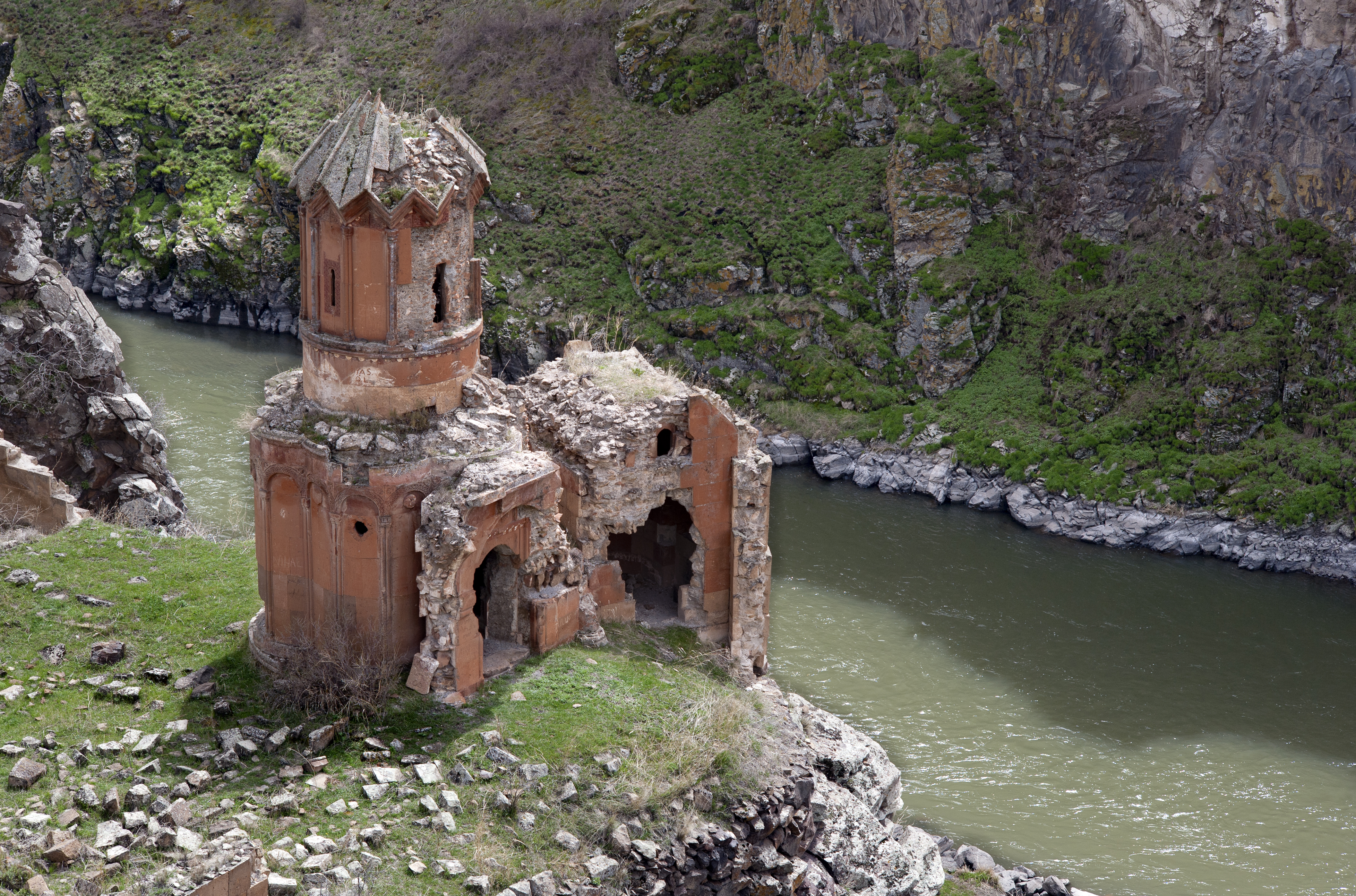
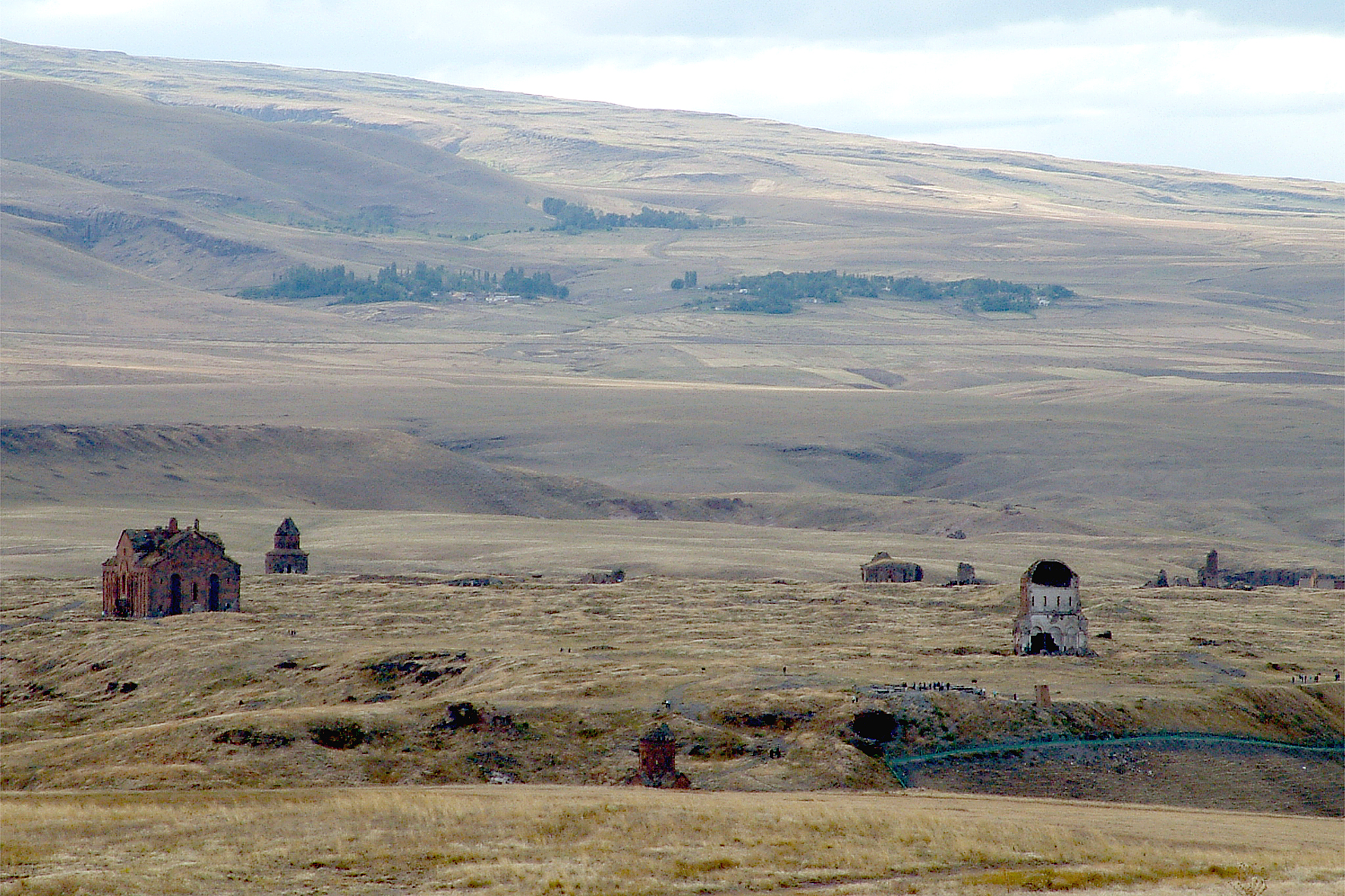
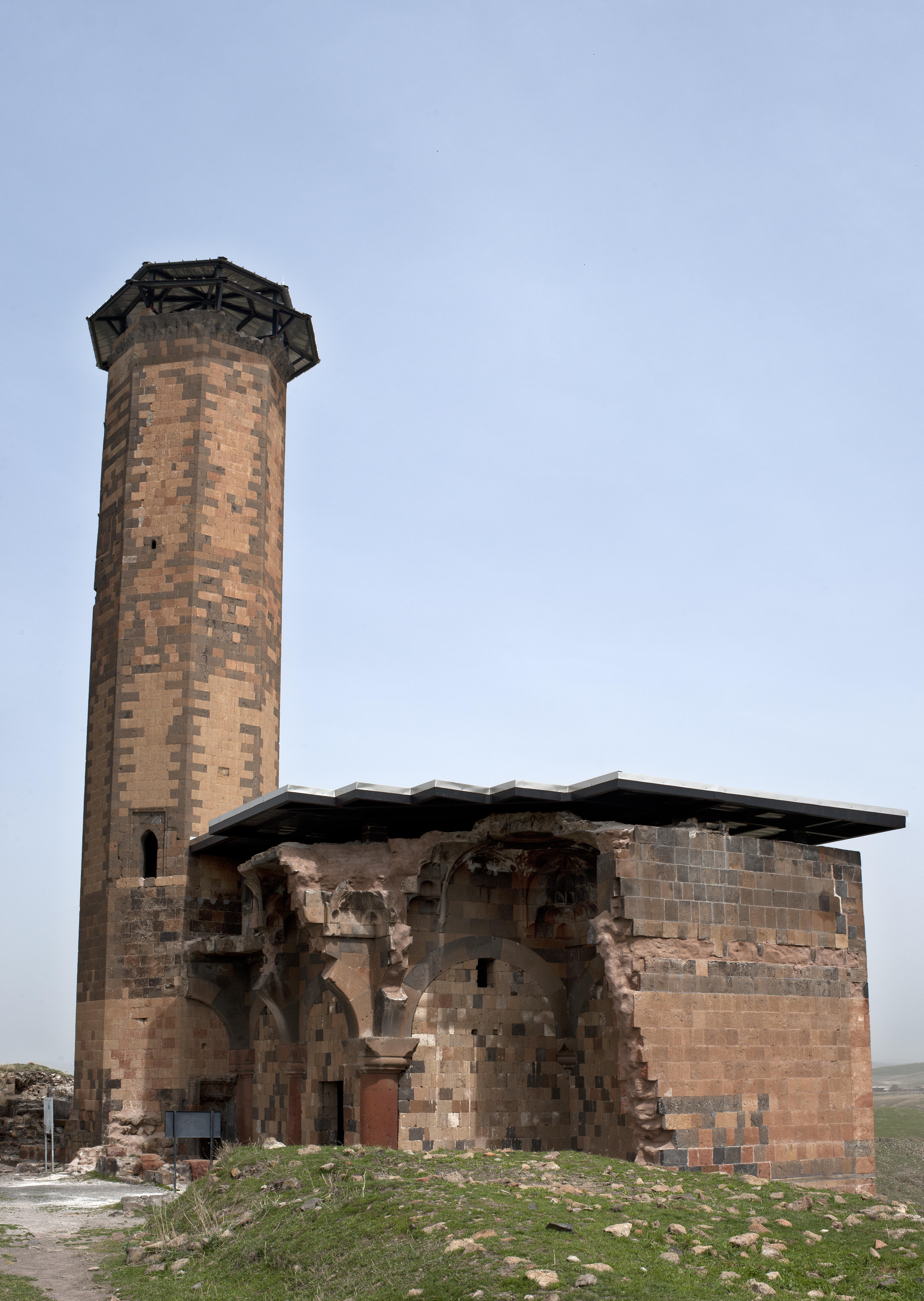
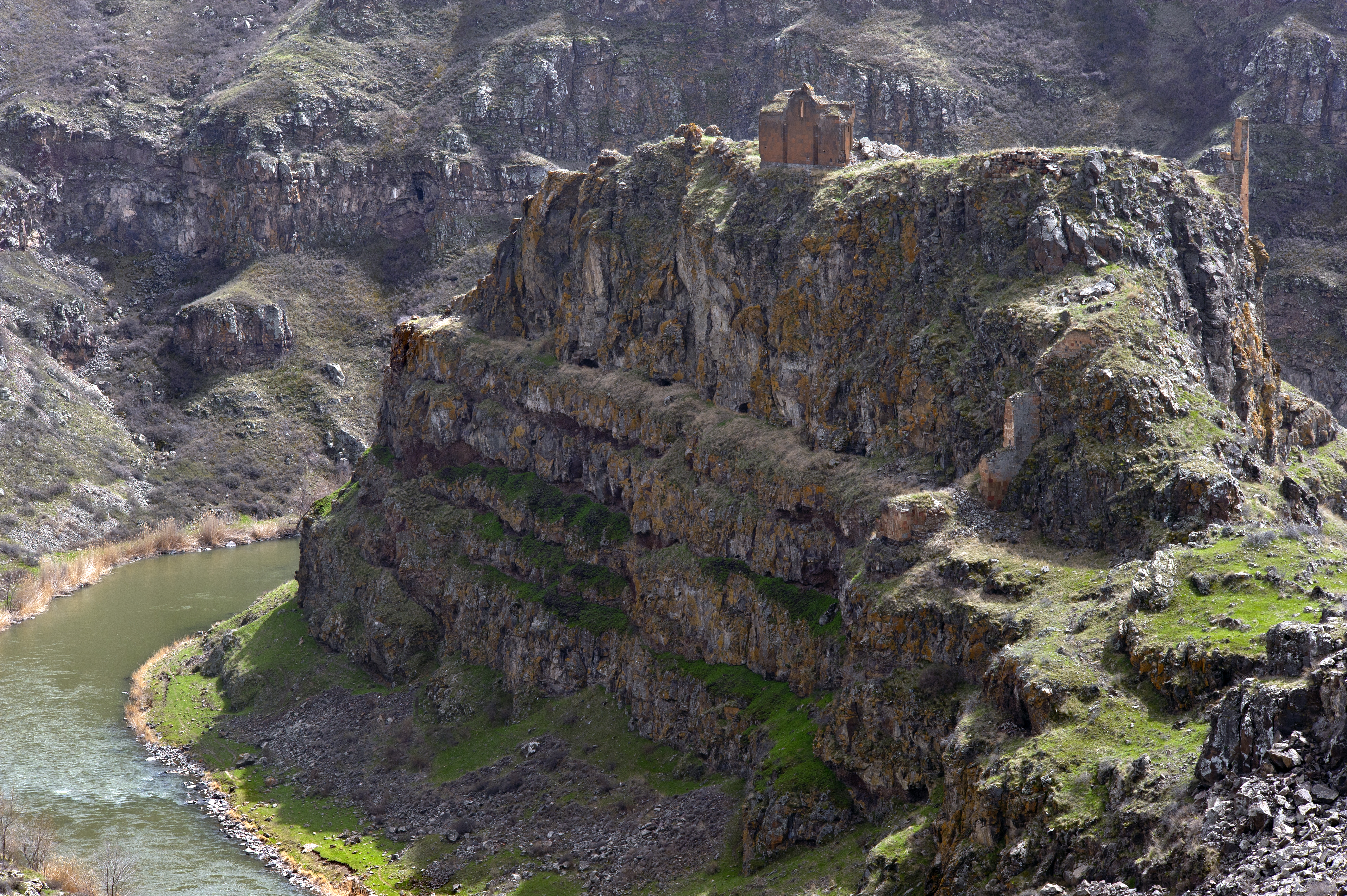
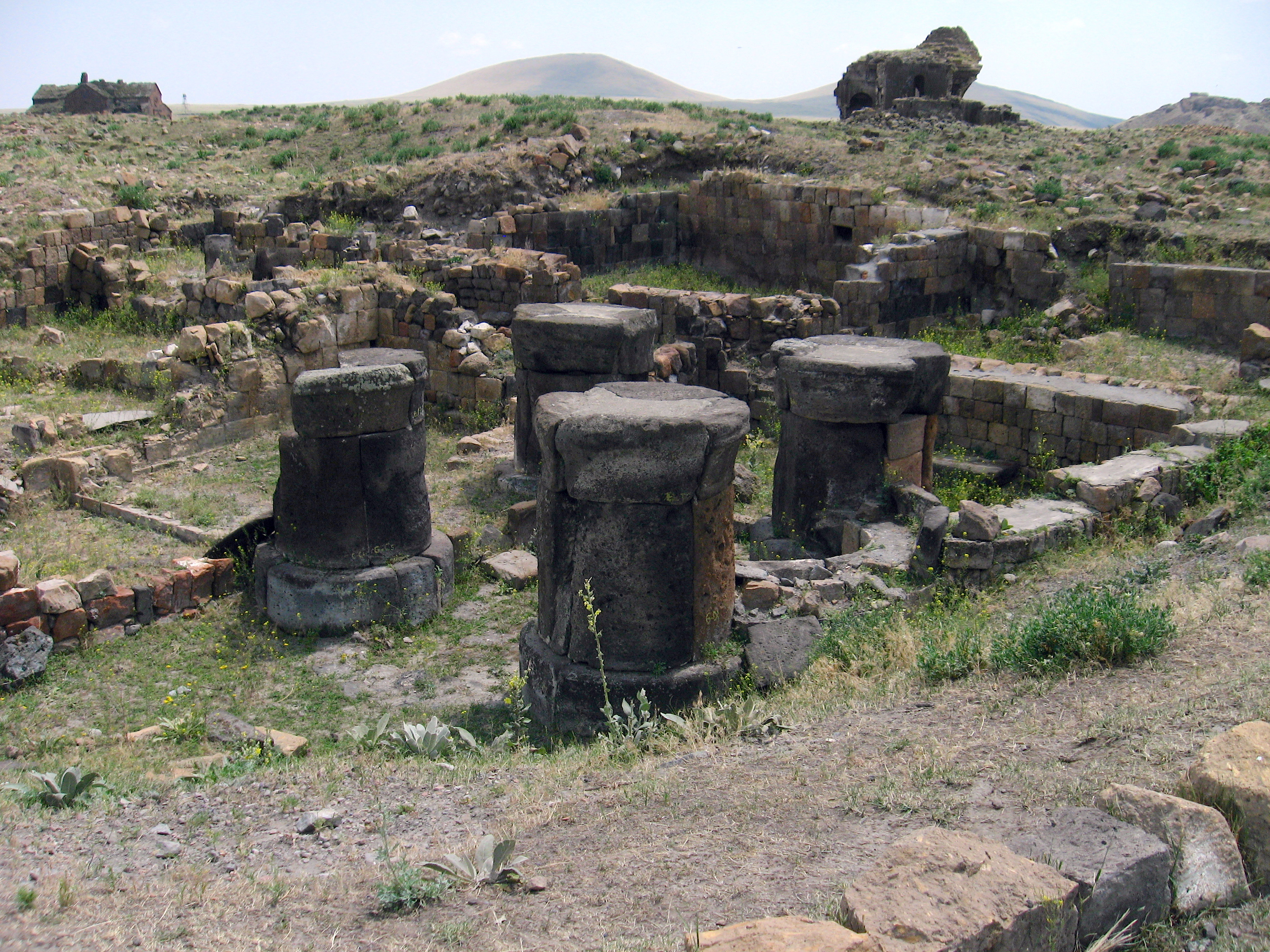
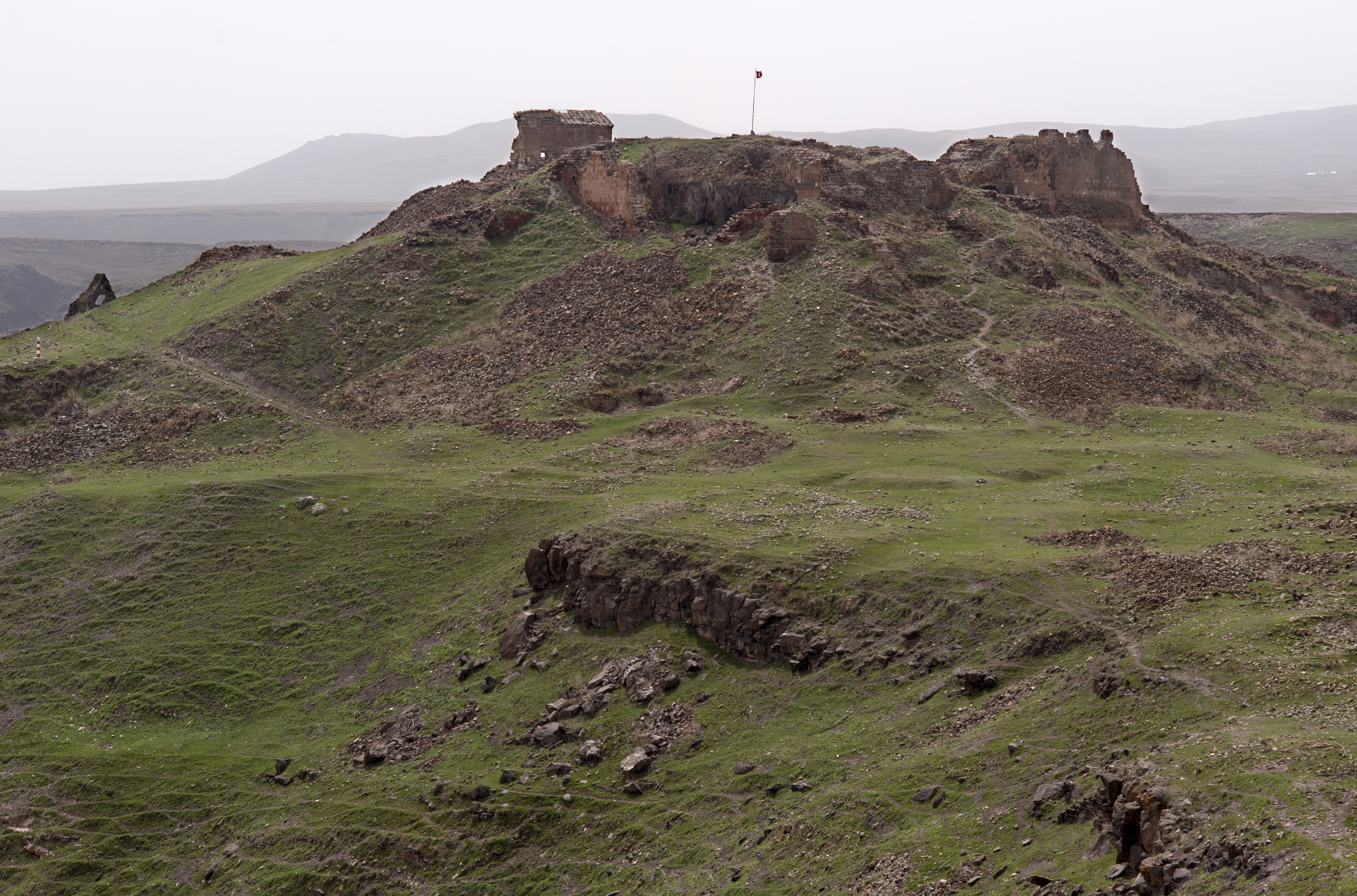
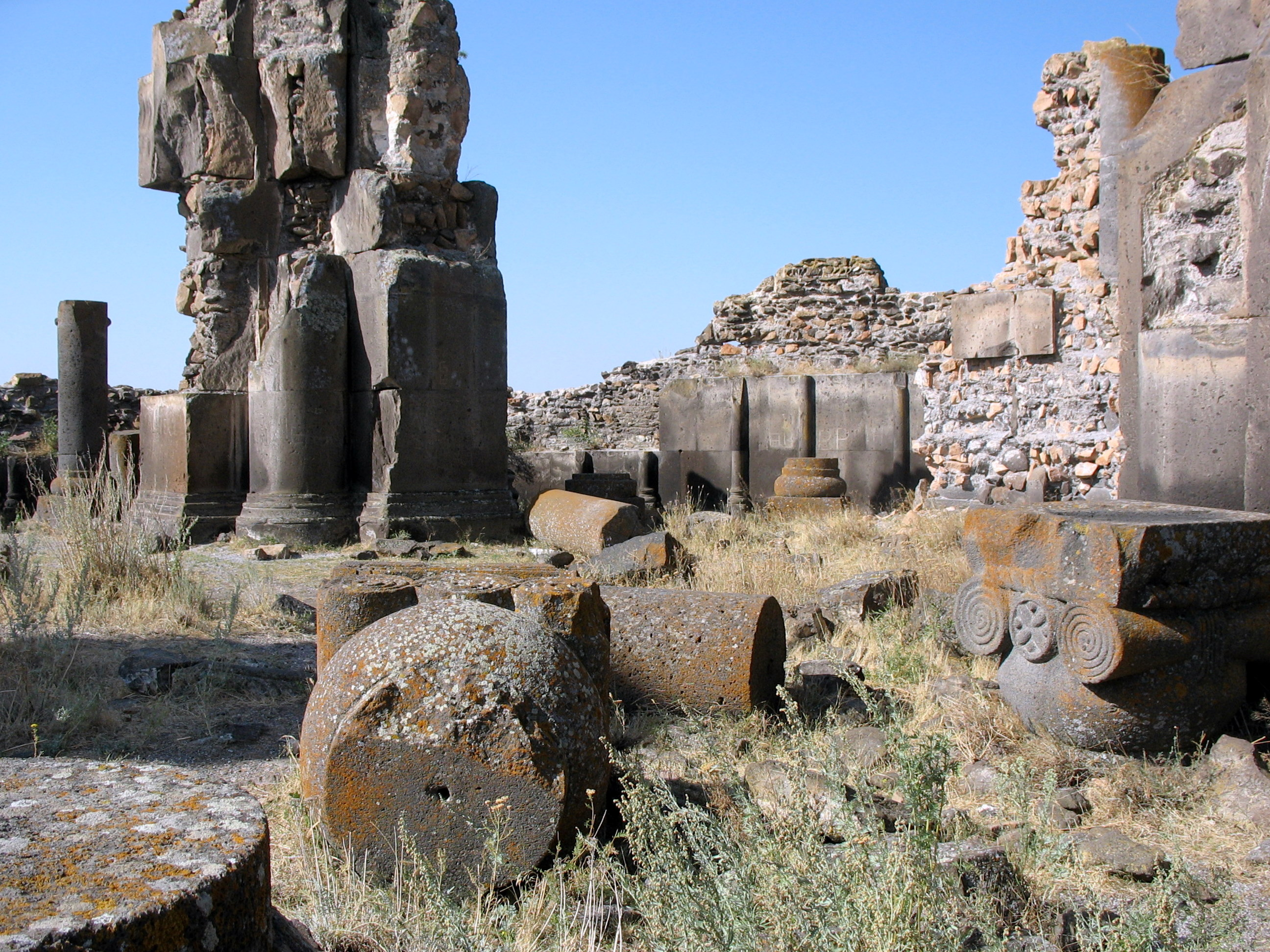
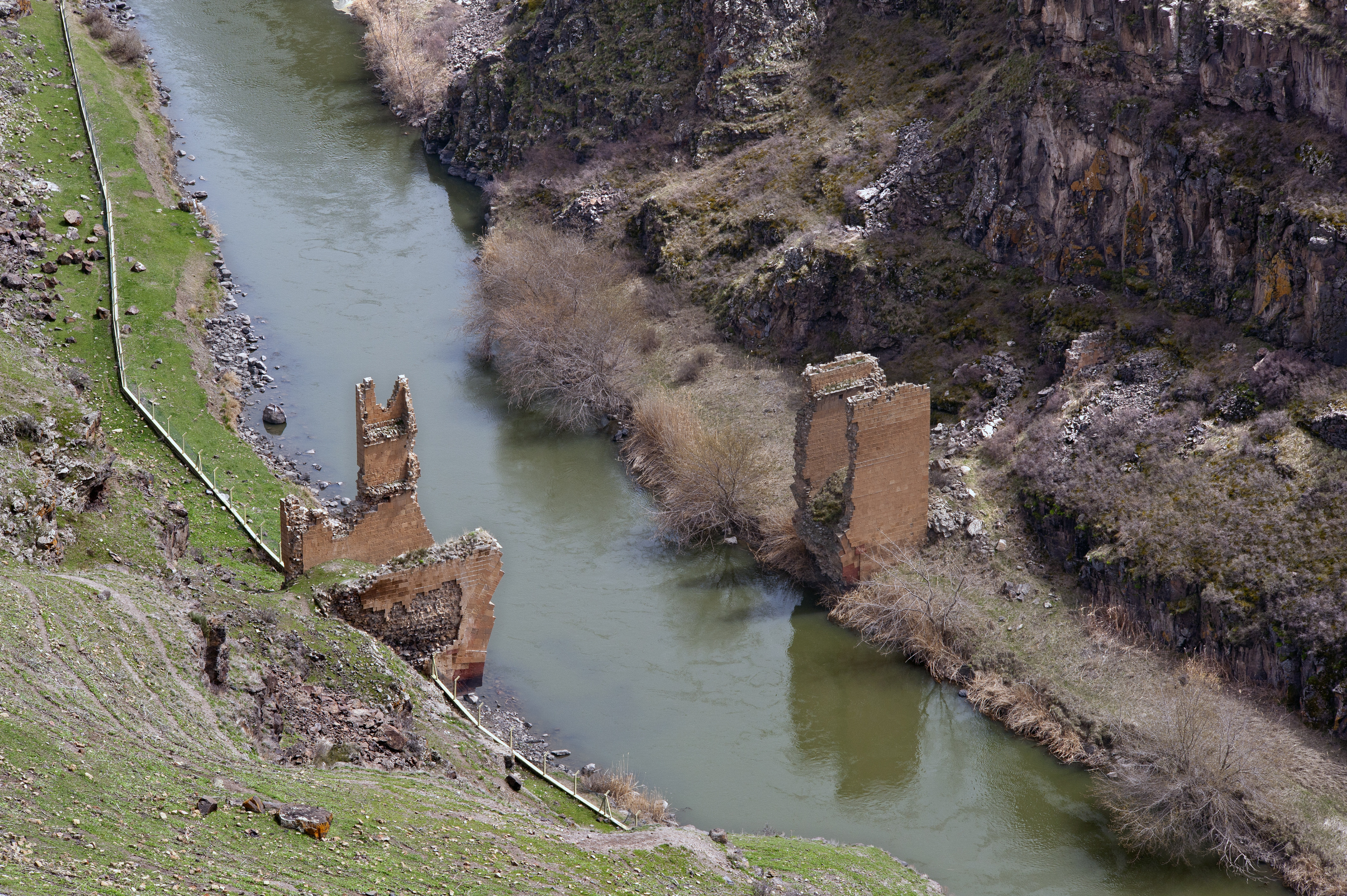
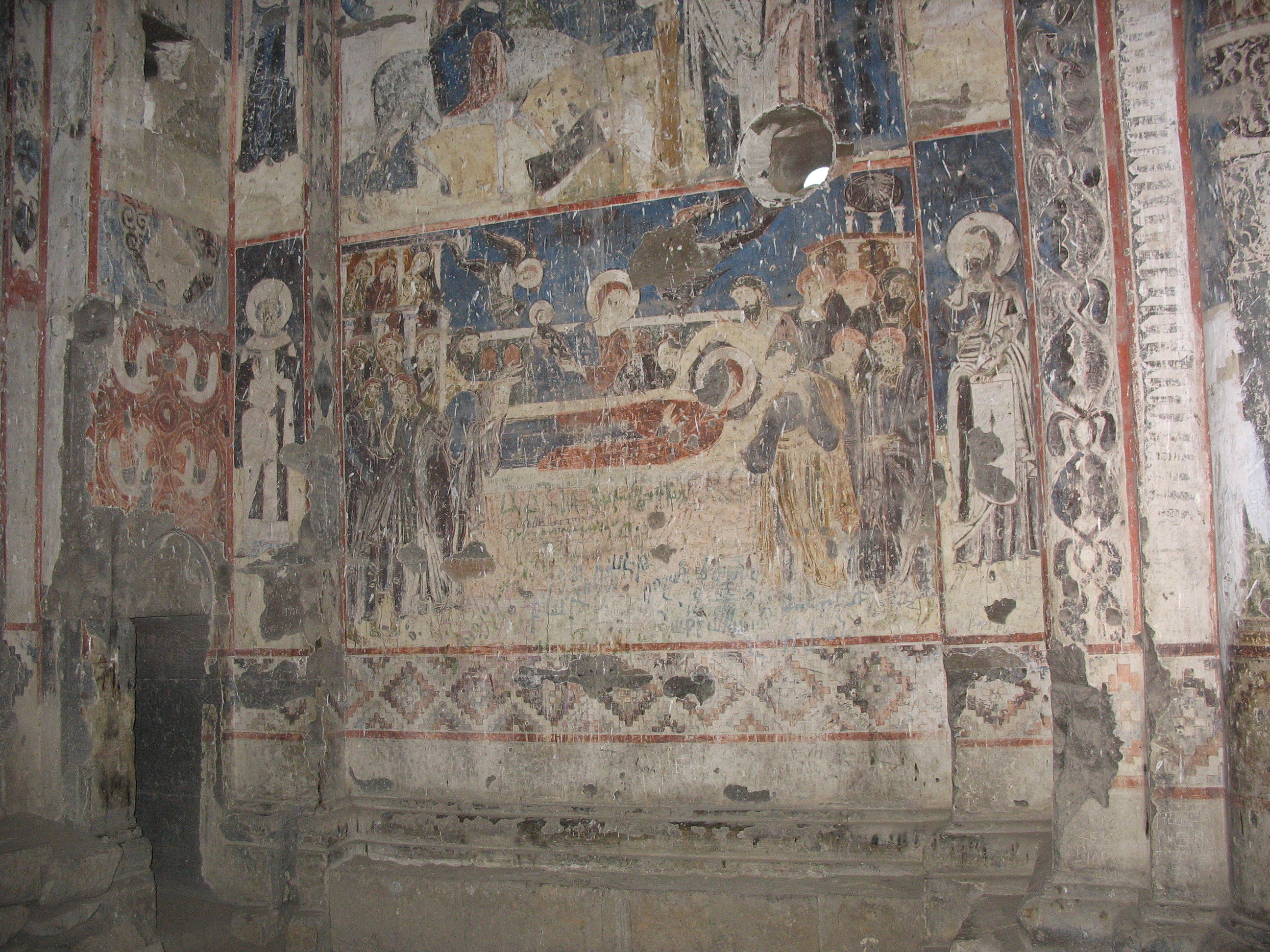
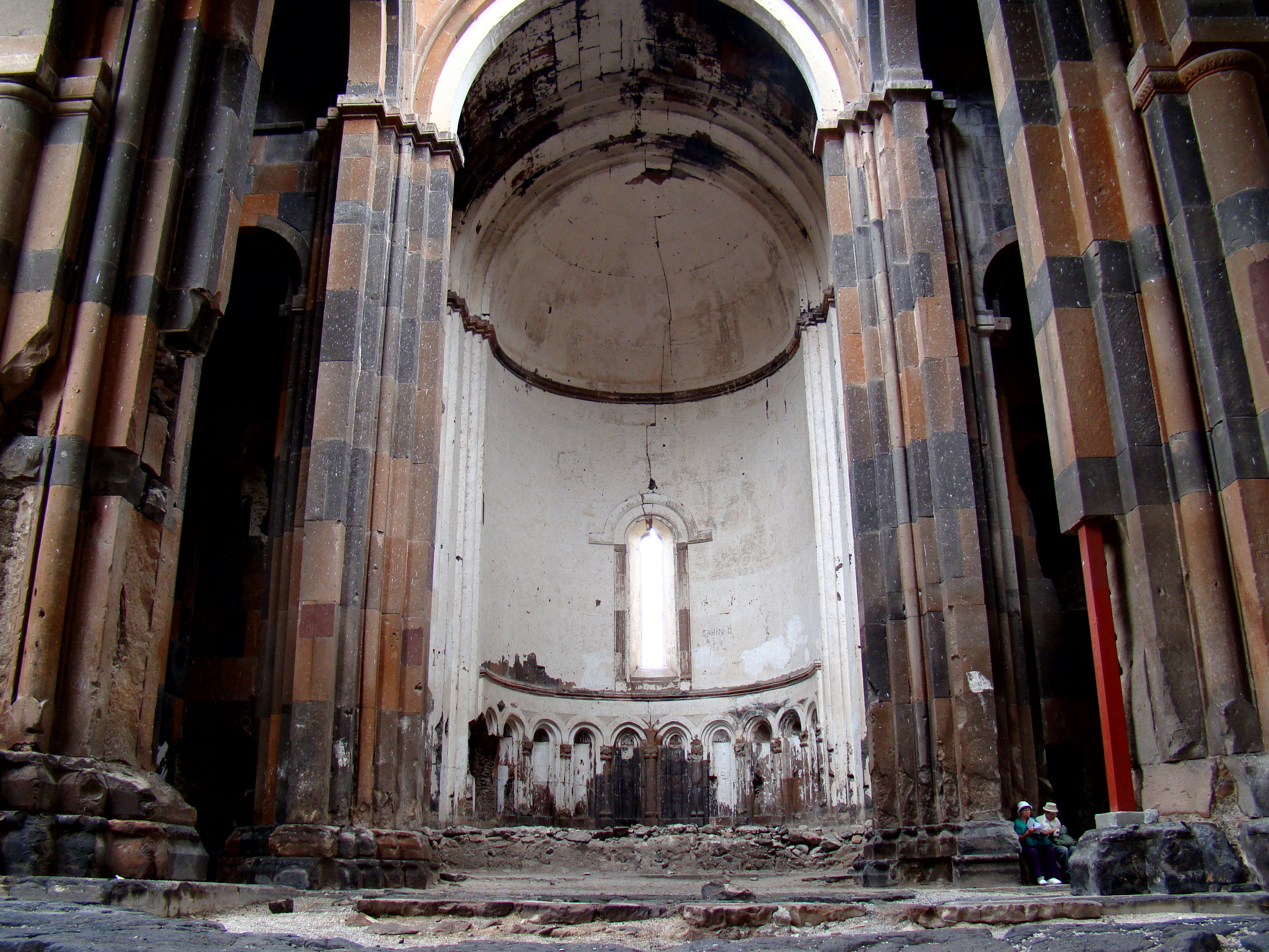
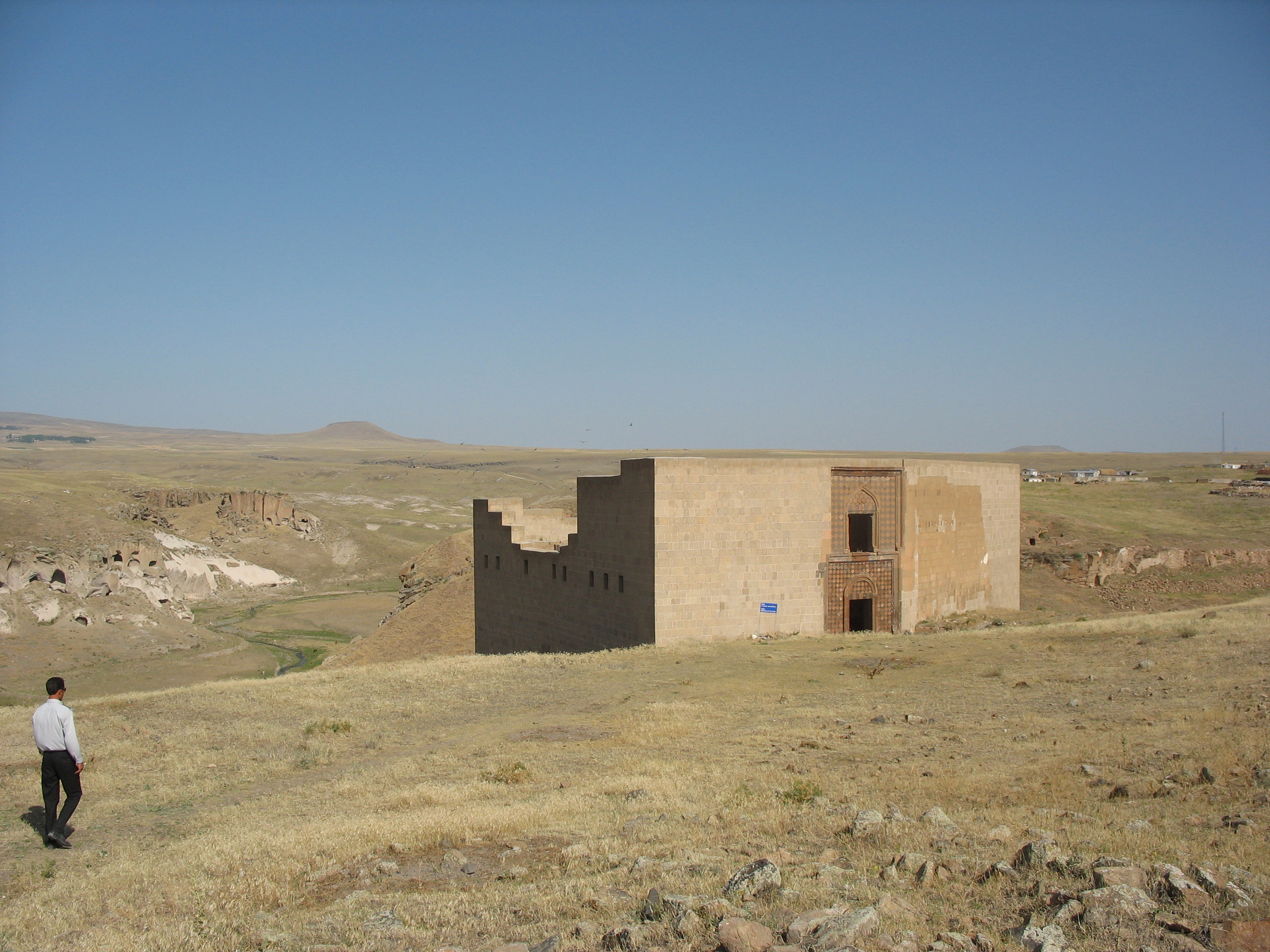
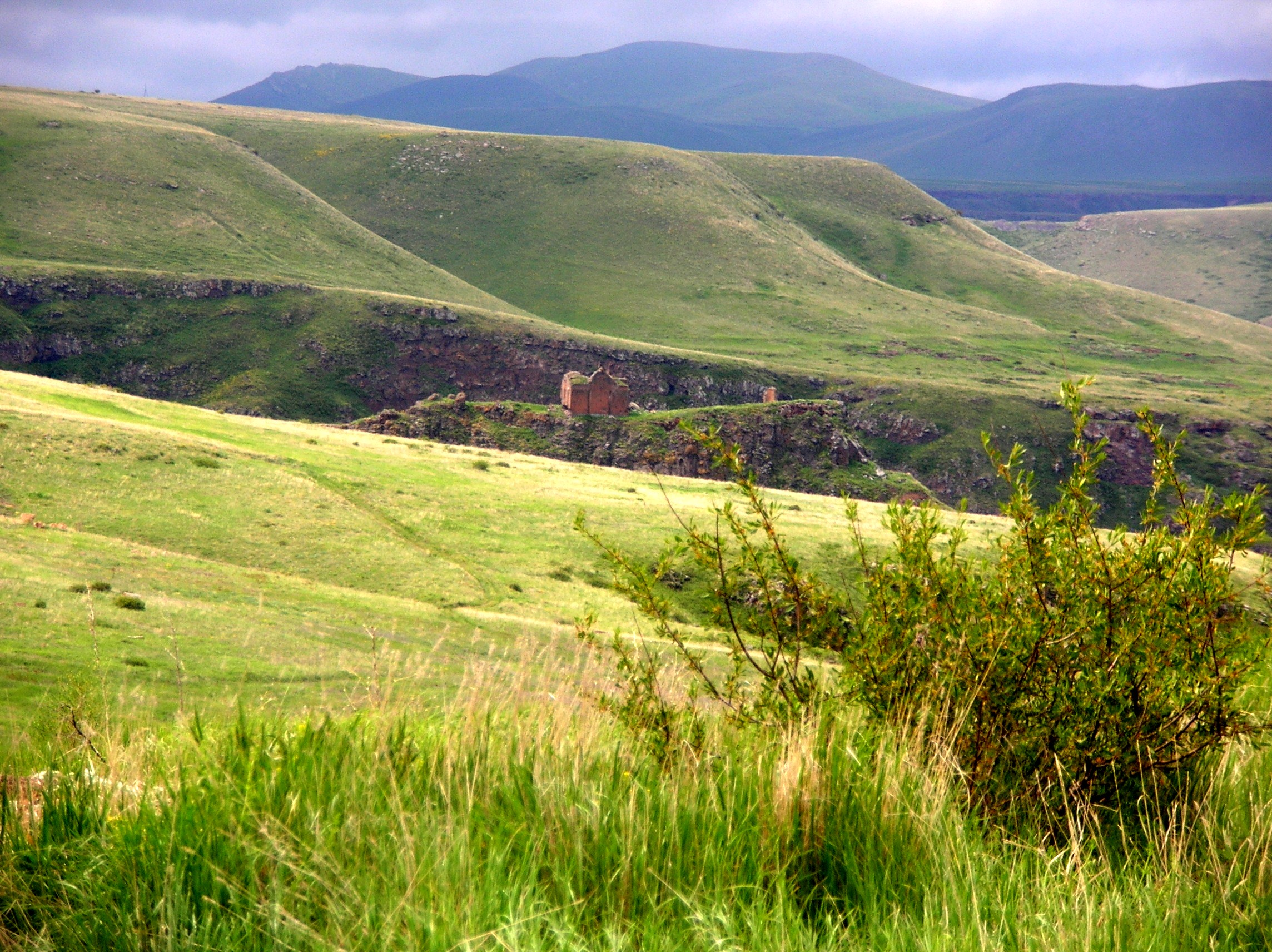
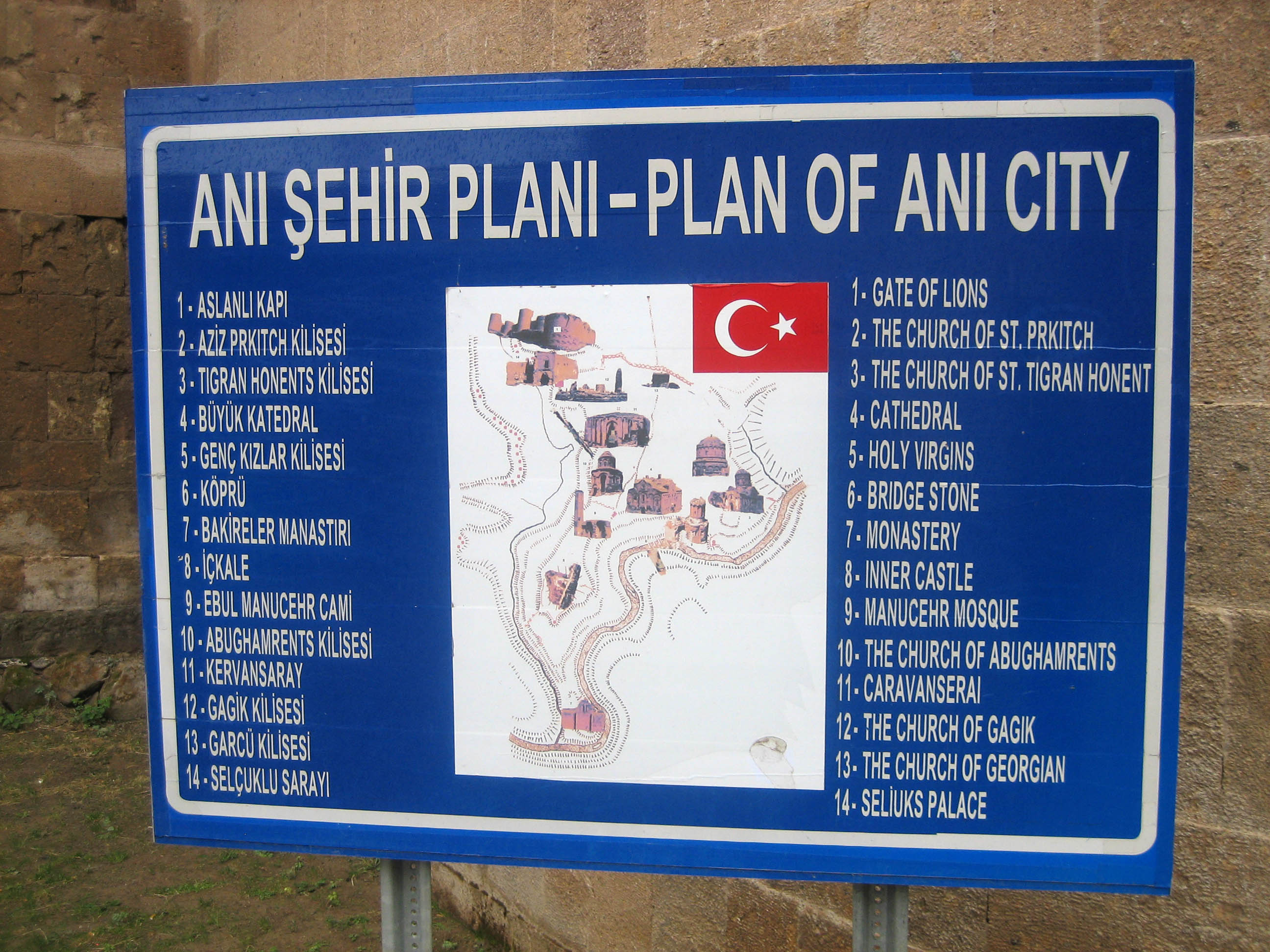
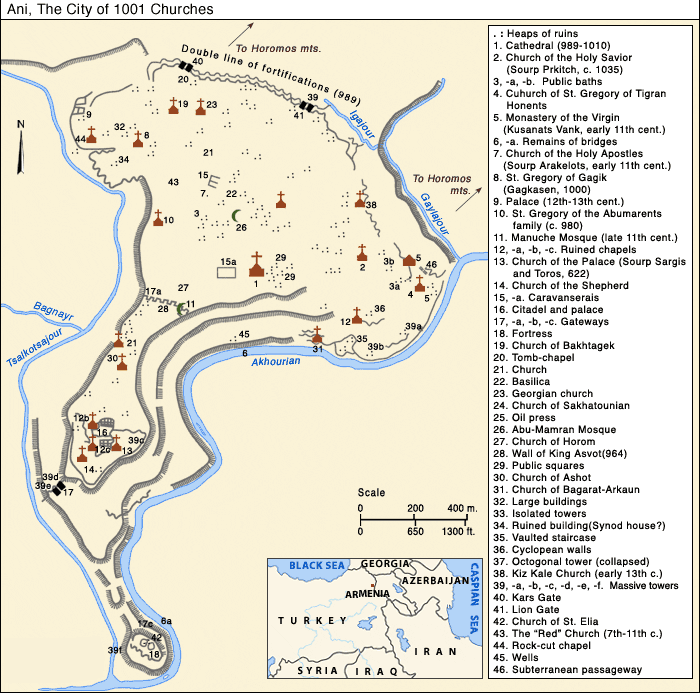

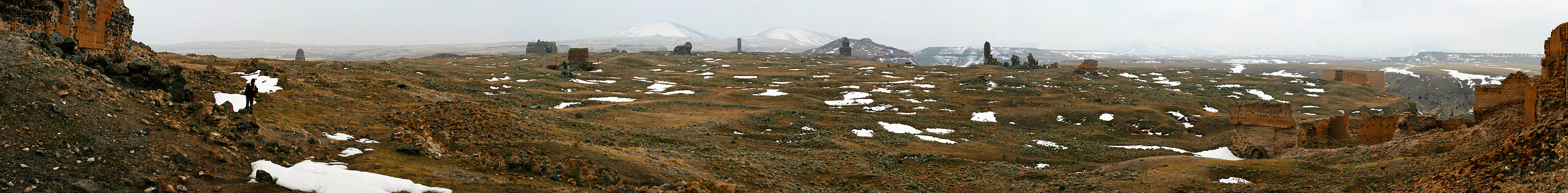